# Paruline des rives
Myiothlypis rivularis
Espèce
Statut de conservation UICN

 LC  : Préoccupation mineure
La Paruline des rives (Myiothlypis rivularis, anciennement Phaeothlypis rivularis) est une espèce de passereaux de la famille des Parulidae.

## Distribution
La Paruline des rives se trouve en Amérique du Sud

Carte de répartition de l'espèce

## Systématique
D'après Alan P. Peterson, cette espèce est constituée des trois sous-espèces suivantes :
- M. r. mesoleuca (P. L. Sclater, 1865) – est du Venezuela, Guyana, Suriname, Guyane, nord du Brésil ;
- M. r. boliviana (Sharpe, 1885) – Bolivie ;
- M. r. rivularis (Wied, 1821) – sud-est du Brésil, Paraguay, nord de l'Argentine.

synonymes
- Muscicapa rivularis (protonyme), Basileuterus rivularis, Phaeothlypis rivularis.

## Habitat
Cette paruline habite les zones marécageuses le long des cours d'eau des forêts humides et leurs lisières, du niveau de la mer jusqu'à 1 400 m d'altitude.